# Comaroma mendocino
Comaroma mendocino is een spinnensoort in de taxonomische indeling van de Dwergkogelspinnen (Anapidae).
Het dier behoort tot het geslacht Comaroma. De wetenschappelijke naam van de soort werd voor het eerst geldig gepubliceerd in 1957 door Levi.